# 1997 na literatura

## Eventos
- José Saramago - Todos os Nomes
- 26 de Junho - É Lançado o livro Harry Potter and the Philosopher's Stone o primeiro livro da série Harry Potter.

## Mortes
| Data            | Nome                               | Profissão                                | Nacionalidade  | Observações | Ref |
| --------------- | ---------------------------------- | ---------------------------------------- | -------------- | ----------- | --- |
| 28 de Janeiro   | Antônio Callado                    | jornalista e escritor                    | Brasil         | n. 1917     |     |
| 31 de Janeiro   | Osvaldo Soriano                    | escritor                                 | Argentina      | n. 1943     |     |
| 4 de Fevereiro  | Paulo Francis                      | jornalista, crítico de teatro e escritor | Brasil         | n. 1930     |     |
| 17 de Fevereiro | Darcy Ribeiro                      | antropólogo, político e escritor         | Brasil         | n. 1922     |     |
| 19 de Fevereiro | Rómulo de Carvalho(António Gedeão) | poeta e professor                        | Portugal       | n. 1906     |     |
| 5 de Março      | Marcos Barbosa                     | poeta e dramaturgo                       | Brasil         | n. 1915     |     |
| 5 de Abril      | Allen Ginsberg                     | poeta                                    | Estados Unidos | n. 1926     |     |
| 16 de Abril     | Roland Topor                       | pintor, escritor e ator                  | França         | n. 1938     |     |
| 24 de Maio      | Guilherme Figueiredo               | dramaturgo                               | Brasil         | n. 1915     |     |
| 13 de Junho     | Al Berto                           | poeta, editor e pintor                   | Portugal       | n. 1948     |     |
| 30 de Junho     | Luís Cristóvão dos Santos          | escritor, folclorista e jornalista       | Brasil         | n. 1916     |     |
| 2 de Julho      | Dórdio Guimarães                   | poeta, jornalista e cineasta             | Portugal       | n. 1938     |     |
| 24 de Julho     | Sylvia Orthof                      | escritora                                | Brasil         | n. 1932     |     |
| 2 de Agosto     | William Burroughs                  | escritor                                 | Estados Unidos | n. 1914     |     |
| 14 de Outubro   | Harold Robbins                     | escritor                                 | Estados Unidos | n. 1916     |     |
| 30 de Novembro  | Bernardo Élis                      | contista e romancista                    | Brasil         | n. 1915     |     |

## Prémios literários
- Nobel de Literatura - Dario Fo
- Prémio Camões - Pepetela[1]
- Prémio Machado de Assis - José J. Veiga
- Prêmio Nestlé de Literatura Brasileira - "O Piano e a Orquestra", de Carlos Heitor Cony